# 凤囚凰
《凤囚凰》（英語：Untouchable Lovers），2018年中国大陆古装剧，故事背景为南北朝。本剧改编自天衣有风所著同名小说。由关晓彤及宋威龙领衔主演；並由张逸、白鹿、米熱、李宗霖、許凱、趙露思及吳謹言联合主演；張馨予及楊明娜友情演出。2017年初拍攝，2018年1月14日于湖南卫视钻石独播剧场首播。

## 本劇特色
本劇分別以魏晉南北朝中的南朝劉宋和北朝北魏為舞台，敍述男主角容止（宋威龍飾）和女主角劉楚玉（關曉彤飾）間的愛情故事。第1至16集為南朝劉宋王朝場域（以劉楚玉、劉楚琇－李代桃僵開場）；第17集至52集為北朝北魏王朝場域（以宋、魏和親開場）等兩組故事。

## 播出时间
| 频道        | 所在地   | 播映日期                    | 播出时间                                                 | 备注                                                                       |
| ----------- | -------- | --------------------------- | -------------------------------------------------------- | -------------------------------------------------------------------------- |
| 湖南卫视    | 中国大陆 | 2018年1月14日               | 星期日至一22:00-00:00两集连播                            | 钻石独播剧场                                                               |
| 芒果TV      | 中国大陆 | 2018年1月14日               | 星期日至一23:00更新两集 (会员抢先看)， 次日24:00全集解锁 | 电视看完当天第一集的观众 在进广告时段的23:00起 VIP用户可提前观看当天第二集 |
| 爱奇艺      | 臺灣     | 2018年1月14日               | 星期日至一23:00更新两集 (会员抢先看)， 次日24:00全集解锁 | 电视看完当天第一集的观众 在进广告时段的23:00起 VIP用户可提前观看当天第二集 |
| Astro全佳HD | 马来西亚 | 2018年2月28日-2018年3月15日 | 星期六至四 20:00-21:00                                   |                                                                            |
| Astro全佳HD | 马来西亚 | 2018年3月18日-2018年4月19日 | 星期日至四 20:00-21:00                                   |                                                                            |
| Astro全佳HD | 马来西亚 | 2018年4月23日-2018年5月8日  | 星期一至五 20:00-21:00                                   |                                                                            |
| 龍華戲劇台  | 臺灣     | 2024年11月18日-12月23日     | 星期一至五 20:00-22:00                                   | MOD352                                                                     |

## 登場人物

### 主要演员
| 演員                    | 配音   | 角色                          | 備註 | 登場集數                         |
| 关晓彤 （童年：吕晨悦） | 徐佳琦 | 劉楚玉                        | 南朝劉宋山阴公主→淹溺亡 何輯之妻 劉駿、王宪嫄之大女兒 刘子业之大姐 刘楚琇（朱雀）之孪生姐姐 劇情發展 於第1集在湖中溺水，並被劉楚琇（朱雀）替換 後為劉楚琇 | 1                                |
| 关晓彤 （童年：吕晨悦） | 徐佳琦 | 劉宋刘楚琇（玉）／ 北魏劉楚玉 | 天機閣刺客朱雀→南朝劉宋山阴公主替身→山阴公主孿生妹妹→ 南朝劉宋公主→北魏攝政王妃→遭撤權→南朝劉宋公主 命格為「七煞」 北魏容止之妻 劉駿、王宪嫄之二女兒 刘子业之二姐 刘楚玉之孪生妹妹 馮亭之弟媳 拓跋弘之養舅媽 拓跋宏之養舅婆 天机阁阁主之徒弟兼心腹，于第16集得悉天机阁阁主与天如镜两师叔侄玩弄她的命运而反目 越捷飞之主子兼师妹，与其不和 天如镜师妹，与其不和 粉黛之師妹 幼藍之主子兼好友 荷葉、清越、蘭若、霍璇、王澤之閨蜜 南朝劉宋容止之主子，后相恋無果（南朝篇） 先被桓遠憎恨，後暗戀 劇情發展 於第1集與劉楚玉於湖中替換身份，後為劉楚玉 （南朝篇後）被天如鏡施法失憶，忘了容止。後為了百姓，和親嫁給了容止。最後與容止在世外桃源（劉宋王朝廢棄之公主府）白頭到老。 | 全劇                             |
| 宋威龙                  | 魏超   | 容止                          | 南朝劉宋郎君→山阴公主門客→北魏細作 北燕皇族→北魏昌黎王→北魏攝政王→遭撤權→南朝劉宋郎君 命格为“贪狼” 劉楚玉（琇）之夫 馬雪云之前夫（實為交易） 冯亭之弟弟 觀滄海之師弟 拓跋弘之養舅 拓跋宏之養舅公 南朝劉宋劉楚玉（琇－朱雀）之門客，后相戀無果（南朝篇） 墨香之主子、好友 花錯之好友，實為利用其，於第13集反目 天如月、天如鏡、宗越、沈攸之、拓跋昀、齊桓、鶴絕、封紅紬、越捷飛之死敵 北魏將軍霍璇（生死之交） 於第16集被馮亭收買的觀滄海注入噬心毒所控制回歸北魏 馬中良之前女婿兼死敵 南朝劉宋劉駿、王憲嫄之女婿 劇情發展 於第17集（北魏篇）因答應丞相馬中良娶其女兒馬雪雲而得支持，成為北魏攝政王 於第18集以魏宋和亲之形式與劉楚玉（琇）成親。 因皇帝猜疑誤認攝政王反叛，以軟肋楚玉相脅，逼容止伏下噬心丸（雖藥力減半，未能致死卻致功力盡失、眼吂、腿殘），因再另收買太后侍女蘭若，致服食毒丸藥力更低，一年後康復。後與劉楚琇在世外桃源（劉宋王朝廢棄之公主府）白頭到老。 備註：噬心丸藥力減半，是容止與太后事前協議：以交出權力、引出皇帝拓跋弘勢力及自廢武功，交換其自由而來。 | 全劇                             |
| 张逸杰                  | 马斑马 | 刘子业                        | 南朝刘宋皇帝→刘宋前废帝→遭斬殺 字法師，宋孝武帝劉駿、王宪嫄之子 殷淑儀之繼子、死敵 劉子鸞之兄 刘楚玉、劉楚琇之弟弟 劇情發展 于第12集被天機閣殺手們亂刀砍殺而亡。 | 1-12                             |
| 白鹿                    | 王潇倩 | 霍璇                          | 北魏飞凤将军→自裁 霍家军统帅 顧歡之妻 武将之女 霍超之姪女 劉楚玉之閨蜜 北魏容止之红颜知己（生死之交） 北魏將軍王澤之主子兼閨蜜 劇情發展 智勇双全。从小与父征战沙场。且有同袍之谊，虽为绝世美女却不爱红装爱武装，武功高強。霍璇意识到容止对楚玉的情义，决心请辞。身边有一名大夫顾欢对霍璇痴心一片，霍璇終為其打动，终成眷属。皇帝担心霍璇退役後失控，决意诛杀，容止力保霍璇，霍璇与顾欢成功出逃。顾欢接近霍璇，原本只想利用她（利控制霍家軍），後却产生了真情。霍璇（容止密函告知陰謀）後悲痛交加，刺杀顾欢后自裁，二人的爱恨情仇就此中止。 | 17,19-21,23-24,26-28,30-32,35-53 |
| 白鹿                    | 韩啸   | 乐蕴                          | 樂娘子（浣衣婢）→北魏康王妾室→自焚 康王拓跋之妾室 拓跋濬、齊太后之兒媳 拓跋弘同父異母之大嫂 拓跋羽之大嫂 齊桓之表嫂、死敵，與其不和 拓跋宏同父異母之嬸嬸 容止、劉楚玉(琇)之合作對象 劇情發展 因与飞凤将军霍璇容貌相似而被容止放入康王府中成为康王拓跋昀之妾室，颇有姿色与心机。後為了報答康王而犧牲死在火中。 | 22,24-41,43,47-48                |
| 米热                    | 苏尚卿 | 拓跋昀                        | 北魏康王→遭斬殺 拓跋濬、齐太妃之子 馮亭之繼子 乐蕴之夫 拓跋弘同父异母之兄 拓跋羽之兄 容止之死敵 馬中良、馬雪雲、天機閣主、劉彧、蕭道成之合作對象 劇情發展 陰險狡詐的大反派。与容止同为皇位有力竞争者。心系飞凤将军霍璇而仇視容止。 於第41集射箭傷害拓跋弘。第42集被拓跋弘下令處斬而發瘋（實為其計謀）。於第50集與天機閣殺手紅袖對付拓拔弘。最後死在拓拔弘的劍下。 | 11-15,17-43,47-53                |
| 李宗霖                  | 苏尚卿 | 花错                          | 刘宋容止門客 鶴絕之友 容止之好友，实为被其利用，于第13集反目 劇情發展 于第15集杀害幼蓝。容止跳崖「身亡」后在其「尸体」面前砍下左臂后离开。 | 3,4-16                           |
| 吴谨言                  | 朱蓉蓉 | 冯亭                          | 北燕皇族→北魏少女太后→北魏太皇太后 北魏容止之親姐 觀滄海之師妹 拓跋濬之妻 拓跋洪（夭折）之親母 拓跋弘之養母 拓跋昀、拓跋羽之繼母 拓跋宏之養祖母 天如鏡之合作對象兼指使者 北魏齊太妃之死敵 劇情發展 身居高位，手握重权，运筹帷幄朝堂之事，步步为营。冯亭出身于北燕的皇族，但在北燕灭亡之后成为亡国奴。后被文成帝看上成为贵人。冯亭不仅熬死了丈夫，就连下一任的皇帝也被熬死。在南朝篇授意觀滄海給容止下了噬心毒。后与天如镜合谋，擁立拓拔弘其子拓拔宏為皇帝來夺取北魏政权。 | 16-54                            |
| 張馨予 (友情客串)       | 張杰   | 王意之                        | 刘宋瑯琊王氏公子→遭棄 劉楚玉之好友 劇情發展 声名显赫，在贵族公子大官世子中颇有名望，洒脱、豁达、随性，是真性情人。可即便是放纵不羁，他依旧是名满天下的浪荡子。意之并不爱楚玉，他与楚玉之间仅仅是朋友而已。他只是欣赏楚玉，把楚玉当作朋友。意之曾对楚玉说自己心里有个女子，已经不在了。於第9集得知容止的計劃被其陷害，以勾結外敵意圖謀反的罪名被趕出王家。 | 3,7,9,12                         |
| 杨明娜 (友情客串)       | 张凯   | 王宪嫄                        | 劉宋太后→心懷愧疚而終 劉駿之妻 劉楚玉、劉楚琇、劉子業之母 劉子鸞之繼母 殷淑儀之情敵 容止、何戢之岳母 劇情發展 瑯琊臨沂人氏，散騎常侍右衛將軍之女。元嘉二十年，拜武陵王妃。生帝 豫章王 子尚、山陰公主楚玉、臨懷 康哀公主 楚佩、康樂公主 修明。孝武即位，立為皇后。大明四年，后率六宮，躬桑於西郊。帝繼位，尊曰皇太后。 因劉楚琇出生时被天师天如月预言为会祸乱天下的七煞之命而导致孝帝大怒，为保住自己的皇后之位不得不选择放弃劉楚琇，最终在面靠劉楚琇怀裡心怀愧疚而終，逝後懿號名為「孝武文穆」。 | 5,6                              |

### 南朝刘宋
| 演員   | 配音   | 角色     | 備註 | 登場集數      |
| 卢卓   | 李林坤 | 柳色     | 劉宋美男→山陰公主刘楚玉門客→遭斬殺 劇情發展 出身寒门，依靠色相成为山阴公主的男宠。这个身份虽然让人不齿，但是却很是实惠。因为他的身份，柳色家中的兄长已经做了小官，过得颇为舒心。因此，柳色也是最想吸引山阴公主注意，爱争宠的一位男宠。只是相貌绝色，但才华较其他人等略逊色。於第12集在楚玉举家离开时带宝物逃跑，被宗越抓到，问出楚玉所在后杀死。 | 1,4,6,12      |
| 张译兮 | 朱蓉蓉 | 幼蓝     | 山陰公主刘楚玉（琇－朱雀）之貼身侍女→遭斬殺 劉楚琇之閨蜜 劇情發展 因爱慕容止而背叛其（受天師指使） 于第15集被花錯所殺。 | 1-16          |
| 洪尧   | 文森   | 桓远     | 劉宋死囚（前朝餘孽）→山陰公主刘楚玉門客 前朝（晉朝）駙馬桓溫和公主司馬興男之子 劇情發展 桓远为前朝桓氏家族的唯一血脉。长相俊美，武功高強，才华横溢，拥有惊艳的作诗才能。曾被女主楚玉称为“人形作诗机”，对女主由敌视到忠心，一直不离不弃。虽然知道女主爱的不是他，卻因为君子之风，不夺人所爱，选择默默守护。                                       | 1-7,8,9,10-16 |
| 朱戬   | 齐斯伽 | 何戢     | 山陰公主刘楚玉之驸马→遭斬殺 劉楚玉之夫 劉駿、王憲嫄之女婿 劉楚琇、劉子業、劉子鸞之姐夫 劇情發展 愛之深，恨之切。为人隐忍，被山阴公主戴了那么多顶绿帽子，却依然能与公主夫妻身份共处。能忍下常人无法忍之事，待到机会来临对公主痛下杀手。於第16集還說她不是劉楚玉，被湘東王劉彧所殺。                                                               | 11-16         |
| 向昊   | 马正阳 | 宗越     | 南朝刘宋將領→遭刺殺 劉子業之忠臣 劇情發展 對廢帝劉子業忠心耿耿。劉子業死後投靠了湘東王劉彧。於笫15集壞事做太多，勾結惡人，死於墨香之手。 | 8-16          |
| 李中煜 | 王禹腾 | 沈攸之   | 南朝刘宋將領→遭刺殺 沈慶之之姪子 宗越之友 劇情發展 後因墨香的離間而殺了沈慶之。宋明帝劉彧之二將軍。於第16集被墨香殺死。 | 8,9,10,11-16  |
| 孙亦凡 | 马正阳 | 裴述     | 南朝刘宋文人 劇情發展 有胸怀天下的抱负，因得朱雀点拨而想通，对朱雀十分感激。 | 3-4           |
| 金澔辰 | 班闯   | 墨香     | 南朝刘宋容止門客 劉楚玉之面首 容止之好友 宗越、宇文雄、沈攸之死敵 劇情發展 原名莫襄，被刘彧买入王府后，改为同音名墨香，刘楚琇（朱雀）顶替刘楚玉后被其解放，与粉黛互相爱慕，但不敢正面表白，五歲時親眼目睹父母被宗越殺害，于第15集杀死宗越、沈攸之而成功报仇，并带走容止的「尸体」离开中原埋葬，为其守陵                                          | 1-5,7-16      |
| 刘恩尚 | 郭浩然 | 刘彧     | 南朝刘宋明帝 湘東王，劉楚玉、劉楚琇、劉子業的叔叔 劇情發展 刘子业死后为宋明帝。與天機閣聯手篡奪皇位皇位之後便過河拆橋。颇有心机城府，比刘子业更为残暴，甚至反對楚玉和容止再一起。北魏篇：為與北魏修好，促讓山陰公主和親北魏，嫁於北魏攝政王。 | 1-16,53       |
| 张南   | 韩啸   | 钟年年   | 百里流桑之親姐→藝妓 劇情發展 曾被容止所救，于第14集与其相认，并一同离开冀州 | 7,14          |
| 姜彭   | 王冠南 | 刘休仁   | 南朝刘宋建安王 劉彧、劉駿之十二弟 劉楚玉、劉楚琇、劉子業、劉子鸞之叔叔 劇情發展 後幫助劉彧作惡。 | 1-16          |
| 杨洪武 | 刘琮   | 沈庆之   | 南朝劉宋太尉→遭斬殺 字弘先 沈攸之之叔父 劉子業之忠臣 劇情發展 一心為江山社稷。於第12集被癈帝劉子業趕出了太極宮。因墨香的離間而死於沈攸之之手。 | 5,8,9-12      |
| 赵弈钦 | 马正阳 | 江淹     | 山陰公主刘楚玉門客 劉景素之手下 劇情發展 被劉楚琇（朱雀）頂替後被解放，一直与桓远谋划反叛之事，於第1集被劉楚琇（朱雀）知晓 於第2集被劉楚琇（朱雀）用一封推荐信离间桓远，被解放並离開公主府，投靠建平王劉景素 | 1-2           |
| 施景子 | 曽蓉   | 刘英媚   | 南朝劉宋新蔡公主→遭擊斃 何邁之妻 劉駿之妹 劉楚玉、劉楚琇、刘子业之姑母 後為謝貴嬪劇情發展 廢帝劉子業因貪圖其美色而強將之留於宮中，並打死一宮女，將其屍送回給駙馬何邁，謊稱新蔡已暴斃於宮中。於第9集因得悉兒子被劉子業殺害後，與粉黛勒死劉子業未遂，反被林木一腳踢背撞柱致死。                                                                    | 6-9           |
| 耿墅   | 蔡壮壮 | 姜产之   | 軍師 劉休佑之驃騎參軍 後為軍師。 | 1-10          |
| 梦秦   | 露西   | 陈妙登   | 陳氏 劉彧的贵妃 后废帝刘昱的生母 劇情發展 於第13集被刘彧以传宗接代为由赐给了刘休祐，让其在怀孕之后告诉他，并承诺在生下孩子后立她的孩子为太子 | 13            |
| 王宇奇 | 齐斯伽 | 何迈     | 新蔡公主之駙馬→遭射殺 劉楚玉、劉楚琇、劉子業之姑父 劇情發展 於第9集因妻子突然暴斃一事而進宮向廢帝劉子業討一個解釋，被其射死。 | 6-9           |
| 陈雅斓 | 蔡娜   | 王贞风   | 琅琊臨沂人→遭囚禁 劉彧之妻 劉楚玉、劉楚琇、劉子業之嬸嬸 劇情發展 於第13集因不滿明帝與宮女尋歡作樂，故意發酒瘋而被劉彧囚禁。 | 13            |
| 郭紫铭 |        | 刘子鸾   | 襄陽王→新安王→始平王→遭斬殺 劉駿、殷淑儀之子 劉楚玉、劉楚琇、劉子業之同父異母弟 劇情發展 在廢帝劉子業幼時曾多次對其侮辱。後已被劉子業陷入了萬劫不復的場地，因對事情來說劉子業是詭計多端的妖魔鬼怪，因對於劉子業暴政而得知殷淑儀是天機閣殺手，是天機閣主搞的鬼，後被天機閣閣主殺死。                                                              | 4-6           |
| 李歌洋 |        | 刘休佑   | 晉評刺王 劉駿、劉彧之十二弟 劉楚玉、劉楚琇、劉子業、劉子鸞之叔叔 | 1-10          |
| 叶晟彤 |        | 百里流桑 | 山阴公主府門客 藝妓鍾年年的親弟 擅鬥蟋蟀之術。劇情發展 于第14集与其姐相认，北魏兵禍逃難中，被山陰公主劉楚玉（琇）驅離，與姐一同离开冀州 | 1-14          |
| 任希鴻 | 馮盛   | 霍超     | 南朝宋將軍 霍璇之三叔 顧歡之叔岳父 劇情發展 原為北魏霍家軍將領 因誤信讒言，斬殺入營欲接掌霍家軍權的將領彭戈之後，再幫助劉宋大軍入侵北緯邊城。後知曉霍璇尚存活於世而慚愧不已。 | 52-53         |
| 郑龙   | 凌振赫 | 华愿儿   | 南朝劉宋時期宦官 前皇劉子業、繼任皇劉彧貼身奸逆宦官 擅讒言、蠱惑之術。 劇情發展 劉子業死後為了權勢富貴而歸順新帝劉彧。 | 1-16          |
| 吳佳怡 | 露西   | 清越     | 山陰公主劉楚玉攜往北魏之陪嫁侍女 參見北朝北魏 | 18-54         |

### 北朝北魏
| 演員     | 配音   | 角色   | 介紹 | 登場集數                      |
| 赵露思   | 陆庚宜 | 马雪云 | 馬相之獨女→平城才女→北魏容止之側室（馬相與容止之交易）→自裁 馬中良之女 容止之前妾室（實為交易） 劉楚玉(琇)之情敵 拓跋昀之合作對象 劇情發展 原是一位柔弱（但恃才傲物）之相府大小姐，因忌妒正室心黑化。一个为爱奋不顾身、不惜伤害自己也要得到爱情的女子。但再怎麼做都得不到容止的愛，多次陷害楚玉，最後以自盡（自認最大利益化）了結順勢拖累、陷害正室楚玉。 | 17-38,39（棺材回憶）          |
| 許凱     | 马正阳 | 沈遇   | 虎贲将军 摄政王府“大管家” 容止之手下 时刻守护摄政王府安危 原本喜歡蘭若 後和清越變為一对欢喜冤家。 | 17-54                         |
| 石云鹏   | 王晨光 | 拓跋弘 | 北魏獻文帝→太上皇→暴斃 封紅袖、孟椒房之夫 拓跋宏之父 容止、劉楚玉(琇)之養外甥 馮亭之養子（傀儡） 拓跋洪（夭折）替身 觀滄海之養師外甥 拓跋濬之子 拓跋昀之同父異母之弟弟、死敵 拓拔羽同父異母之兄 齊太妃之繼子 劇情發展 外表一心向佛，光明正大，於第52集被拓跋昀和女刺客封紅袖，後被太后下毒逼其退位（升任太上皇）延興六年暴斃亡                            | 17-54                         |
| 李春媛   | 蔡娜   | 封红袖 | 北魏封贵人→惠妃→遭賜死→（追封）思夫人 拓拔弘之妻 拓跋宏之母 拓跋濬之兒媳 馮亭之養兒媳 容止之棋子 劇情發展 事實上是天機閣的人，後來因刺殺皇帝未成而下獄，後誕下其兒－拓拔宏，促讓北魏皇太后馮亭以祖制例「北魏子繼，母殺」之因由賜死，（追封）思夫人。 | 22-23,28-29,32-42,43-46,47-53 |
| 垚       | 阎萌萌 | 拓跋羽 | 八皇子→遭貶放逐 拓跋濬、怡貴人之子 馮亭之繼子 拓跋昀之弟 拓跋弘同父異母之弟 劇情發展 深得齊太后宠爱 於第21集因受讒言，構陷攝政王妃楚玉，被皇帝拓跋弘貶為庶人，要求離開北魏安樂殿。 | 20-21                         |
| 张博文   |        | 拓跋宏 | 北魏孝文帝 深得冯亭宠爱 拓跋弘、封紅袖之子 馮亭之養孫 拓跋浚之侄孫 拓跋昀、拓跋羽同父異母之姪子 天如鏡、越捷飛、齊桓、朱雀、粉黛之師侄子 劇情發展 剛出世就讓太后（後升任為太皇太后，協掌北魏政經大權）推舉為下任皇帝（其父拓跋弘隨即被逼退位成為太上皇），於第54集拓跋弘死後為皇帝。                                                                      | 54                            |
| 王一哲   | 齐斯伽 | 王澤   | 霍家军副将→遭斬殺 文臣之子 霍璇之心腹大将、閨蜜 清越之男友 劉楚玉之閨蜜 劇情發展 後死於彭戈之手 | 19-49                         |
| 王茂蕾   | 张震   | 馬中良 | 北魏丞相→遭關押 馬雪雲之父 容止之前岳父後兼死敵 拓跋弘之奸臣 拓跋昀、陳擁之合作對象 劇情發展 老谋深算，用其女馬雪雲与容止做交易。若助容止登上攝政王之位，容止即答應给其权势富贵。 於第37集說劉楚玉是劉宋細作，還說劉宋全部的人都是細作，後陷害劉楚玉。第42集與拓拔昀、陳擁勾結共同反叛而被魏兵逮捕。                                                      | 17-42                         |
| 吳佳怡   | 露西   | 清越   | 劉宋山陰公主劉楚玉攜往北魏之陪嫁侍女 劉楚玉(琇)之閨蜜 王澤之女友 劇情發展 在原著中其身分隸屬昆仑奴阿蛮。被楚玉所救，一直跟随楚玉身边成为贴身侍女，两人情同姐妹。对感情懵懂无知的吃货一枚。後和沈遇是一對歡喜冤家。 | 18-54                         |
| 付枚     | 刘晓倩 | 蘭若   | 北魏攝政王妃刘楚玉的侍女 劉楚玉(琇)之閨蜜 劇情發展 待主子刘楚玉极好。曾是沈遇妻子人選，後離開沈府，並與他人（沈遇同僚）結識預成婚，但丈夫征戰未歸，轉太后府服侍太后，後再由太后府轉入攝政王府服務，再次遇上舊識沈遇。因皇帝拓跋弘誤聽讒言猜疑攝政王反叛，太后以容止軟肋楚玉相脅，逼祈服下噬心丸。容止因早先收買蘭若，致服食毒丸藥力較低，一年後康復。     | 18-47,50                      |
| 林靜     | 李世榮 | 齊太妃 | 康王拓跋昀生母→遭賜死 太后冯亭之死敌劇情發展 一直和儿子与冯氏姐弟作对，争夺权力。後因康王行刺皇上行動失敗，為了不讓兒子死，所以一命換一命，自殺而死。 | 17-44                         |
| 譚旭     | 敖磊   | 彭戈   | 北魏將領→遭斬殺 拓跋弘的忠臣 拓拔弘在龍林軍裡的眼線 霍玄、霍超、顧歡、王澤之死敵 劇情發展 表面上是封紅袖最重要的將領，其實是拓跋弘派來的臥底，發瘋傷害霍璇之後而被霍超一刀砍死。 | 41-52                         |
| 衛羽     | 言浩   | 劉刺史 | 北朝北魏的刺史大人→遭逮捕 霍璇之前手下 拓跋昀、薛咸之手下 何山一派之師兄弟 劇情發展 因是跟劉宋使臣何山在雲錦山一脈的掌門，是劉宋派來的臥底，是北魏的刺史大人兼劉宋細作，還誣陷別人，他才是劉宋細作 為天機閣主拓跋昀的殺手 曾把天機閣主當作刺客殺掉霍璇 曾是天機閣閣主的殺手 已被霍璇逮捕。                                                                | 19-21                         |
| 趙順然   | 姜广涛 | 觀滄海 | 容止之师兄 与容止拜于观沧海之父观日月门下 馮亭、拓跋濬之師兄 拓跋弘之養師舅 劇情發展 武艺高强，性情冷淡，对天下之事了如指掌。在南朝劉宋篇幫馮太后給容止下了噬心毒。 | 16                            |
| 賈川西   | 朱蓉蓉 | 胭脂   | 封紅袖貼身侍女→遭斬殺 劇情發展 皇帝拓跋弘暗派在其身邊之跟監侍女，誤破密情，後被封紅袖斬殺。 | 17-54                         |
| 易勇     | 馮盛   | 楊刺史 | 薛照特使→遭關押 霍璇之死敵，原是先友後敵 劇情發展 事實上是薛家軍指派其來霍家軍做臥底，因在城裡被叫薛照來殺死霍璇，然後薛照行刺霍璇失敗，結果薛照被打在棺材裡，自己也被關。 | 20-28                         |
| 陳昊明   | 吟良犬 | 琴姑   | 侍女總管 馮太后之貼身侍女 劇情發展 被容止收買，最後幫忙容止詐死 | 17-54                         |
| 楊旻詠   | 袁聰宇 | 潘公公 | 拓跋弘之貼身太監→遭斬殺 劇情發展 遭封紅袖刺殺 | 17-51                         |
| 徐麗萩莎 | 曾蓉   | 碧喜   | 馬雪雲之貼身侍女→遭斬殺 劇情發展 被逮捕後，供詞說出馬雪雲因自覺己身時日無多，為追求利益最大化，因而陷害攝政王妃楚玉，被馬相砍殺。 | 17-43                         |
| 陸思雨   | 胡良偉 | 趙祥   | 趙長史(攝政王府) 攝政王府之管家 容止之手下 拓拔弘安插在攝政王之眼線 | 17-52                         |
| 吳霜     | 曾蓉   | 月牙   | 北魏皇帝拓跋弘御賜之女→遭關押 紅袖推薦給皇上 皇上轉賜攝政王 劇情發展 後來幫助楚玉拿迷藥，讓楚玉下藥容止，協助離開攝政王府，容止得知後相當生氣，將其關入府獄。 | 49-52                         |
| 王建國   | 刘琮   | 趙齊   | 北魏官員→遭斬殺 拓跋弘信賴之大臣 劇情發展 智謀過人，陰險狡詐，信仰阿諛奉承，與叛軍薛咸勾結。於第23集遭到殺害(為陷害霍璇)。 | 17-23                         |
| 陳鏡宇   | 張震   | 吳長史 | 霍璇之手下 |                               |

### 南朝刘宋 天機閣
| 演員                    | 配音   | 角色                          | 備註 | 登場集數                      |
| 何奉天                  | 严明   | 天机阁主                      | 南朝刘宋雲錦山一脈之人→遭斬殺 神似顧歡 越捷飛、天如鏡的師叔 劇情發展 心狠手辣。在南朝篇江湖第一帮派天机阁欲推翻刘子业暴政，将心腹朱雀假冒成山阴公主藏入府中意图实施暗杀計畫。在北魏篇30集，被北魏將軍霍璇設計（調虎離山、李代桃僵），讓南朝劉宋將軍司馬軍誤解且不意地發箭誤殺（天機閣主替身）                                               | 1-16,19,21-30,50-53(背景)     |
| 何奉天                  | 严明   | 顧歡                          | 北朝北魏天機閣主→北魏涇州大夫→遭刺殺 霍璇之夫 武將之女婿 霍超之姪女婿 劇情發展 故作心地善良，後对北魏飛鳳将军霍璇痴心一片。顾欢接近霍璇初衷，原只想利用她，後續却产生出真感情,因利用霍璇奪取霍家軍兵權，但被霍璇得知真相（容止密函告知顧歡陰謀）後後刺殺斃命。                                                                              | 23-26,36-53                   |
| 关晓彤 （童年：吕晨悦） | 徐佳琦 | 劉宋刘楚琇（玉）／ 北魏劉楚玉 | 天機閣刺客朱雀→南朝劉宋山阴公主替身→山阴公主孿生妹妹→ 南朝劉宋公主→北魏攝政王妃 參見主要演员 | 全劇                          |
| 张超人                  | 敖磊   | 越捷飞                        | 雲錦山一脈之人 天機閣主之師姪 天如鏡之師兄 山阴公主之前保镖 容止之死敵 劇情發展 心狠手辣，野心勃勃。因为花错与自己的师门有仇，故与花错形同冤家。因会错意，为了师弟天如镜，而要答应山阴公主的“要求”。后越捷飞背叛楚玉，把楚玉的香囊告诉了天如镜，天如镜向刘子业告密，离间了刘楚玉跟刘子业姐弟。                                              | 1-16                          |
| 高雨儿                  | 唐小喜 | 粉黛                          | 天机阁杀手→自裁 刘楚琇（朱雀）之侍女兼师姐 劇情發展 与墨香互相爱慕，但不敢正面表白，於第9集與刘英媚（新蔡公主）杀害刘子业未遂，反被林木及宗越活捉，為了保護劉楚琇而自盡 | 2,6-9,10(回憶)                |
| 劉澤群                  | 姜广涛 | 天如镜                        | 南朝劉宋维护天道的天师→劉宋湘東王劉彧之天師→天機閣主師姪→馮亭軍師→遭射殺 天机阁主同出于云锦山一脉 越捷飛之師弟 馮亭之合作對象兼手下 劇情發展 心狠手辣，足智多謀，爱慕朱雀，曾因朱雀动摇。後與馮亭合謀，奪取北魏政權。於第16集陷害容止，把容止趕出大宋，把劉楚玉留下來做回山陰公主。刺殺北魏攝政王，帶走劉楚玉。於第53集被虎賁將軍沈遇射殺。 | 1-16,30－31,38-40,43-53       |
| 利晴天                  |        | 萧道成                        | 天機閣之殺手→南朝劉宋之天即將軍→南齐开国皇帝 天機閣主之手下 拓跋昀之合作對象 劇情發展 原創角色。原著為蕭逸。後為南北朝中齊朝之首位君主。 | 3,7,8,53                      |
| 杨青倩                  |        | 殷淑仪                        | 天機閣殺手→遭斬殺 劉宋劉駿之妻 劉子鸞之母 朱雀之姨母 劉楚玉、劉子業之繼母、死敵 王憲嫄之情敵 劇情發展 在廢帝劉子業幼時曾多次對其侮辱。知道能對付劉子業的方法，找天機閣主幫她殺了劉子業，希望早死一點，是陷害劉楚玉的刺客，後為殺手。於第6集被劉子業插死。                                                                                   | 4-6                           |
| 黄俊彬                  | 李望松 | 刘昶                          | 劉宋明王 字休道 劉義隆之九子 謝容華之子 劉楚玉、劉楚琇、劉子業、劉子鸞之叔叔 劇情發展 劉子業曾懷疑其存有謀反之心。於第9集在天機閣的幫助下離開建康，隱姓埋名。 | 1-9                           |
| 李春媛                  | 蔡娜   | 封红袖                        | 北魏封贵人→惠妃→遭賜死→（追封）思夫人 參見北朝北魏 | 22-23,28-29,32-42,43-46,47-53 |
| 劉顧浩                  |        | 宇文雄                        | 南朝劉宋將軍 容止之手下 後被天如鏡收買 其實是雲錦山一脈的人 墨香之好友，已反目 墨香、花錯之死敵 劇情發展 後與觀滄海當作細作，就是當成劉子業的手下兼死敵，後被宗越和沈攸之利用。 | 12-16                         |
| 郎鵬                    | 姜廣濤 | 鶴絕                          | 南朝劉宋大雞賊 花錯之友 容止之死敵 劇情發展 武功高強，而是採花大盜。是雲錦山一脈之人，而與容止大戰後，利用花錯而退場(是個本故事的俠客)。 | 9-10,13                       |
| 陳鵬萬里                |        | 齊桓                          | 天機閣劍客→遭斬殺 齊太妃、拓跋濬之姪子 拓跋昀之表弟 拓跋昀、封紅袖之手下 容止、樂蘊之天敵 劇情發展 於第48集死于樂蘊之手。 | 12-16,17-22,23-26,27-31,32-48 |
| 何俊霜                  | 王冠南 | 司馬軍                        | 天機閣將領→遭斬殺 天機閣主之手下 劇情發展 陷害霍璇之前得到天機閣的事實，與天機閣主狼狽為奸，後被叛楚玉，與蕭道成狼狽為奸想要設計容止，後得知楚玉還魂的事情，後與霍超和顧歡想要陷害容止，戰爭之後遭到容止的烈槍殺害。 | 29-30,53                      |
| 葉可儿                  | 李佳思 | 荷葉                          | 天机閣殺手 朱雀之閨蜜 | 4-10                          |
| 周紀偉                  | 李望松 | 薛咸                          | 北魏叛軍→遭斬殺 天机閣主之手下 劇情發展 与天机閣主勾結，被霍璇擊敗。 |                               |
| 王修澤                  | 李望松 | 林木                          | 天機閣殺手 劉彧的手下 原為劉子業之貼身太監。 | 1-14                          |

### 前朝 晉朝
| 演員   | 配音 | 角色     | 備註                                      | 登場集數      |
| 李家成 |      | 桓溫     | 晉朝駙馬 司馬興男之夫 桓遠之亡父          | 1             |
| 柴蔚   |      | 司馬興男 | 晉朝公主 桓溫之妻 桓遠之亡母              | 1             |
| 洪尧   | 文森 | 桓远     | 南朝劉宋山陰公主刘楚玉門客 參見南朝劉宋。 | 1-7,8,9,10-16 |

## 电视原声带
| 曲序 | 曲目       |    | 作曲 | 演唱 | 时长 |
| ---- | ---------- | -- | ---- | ---- | ---- |
| 1.   | 《鳳囚凰》 | 正 | 譚旋 | 白鹿 | 5:03 |
| 2.   | 《江南恨》 | 正 | 陸虎 | 陸虎 | 4:28 |

- 原著中，女主角楚玉從二十一世紀因飛機失事穿越而來，一覺醒來成為淫亂無度的山陰公主，冒名頂替山陰公主與各路人馬鬥智鬥勇。因為廣電總局禁穿越劇關係，改為原創角色刘楚玉之孪生妹妹刘楚琇冒名頂替山陰公主。

## 与史实不符之处
- 剧中，新蔡公主刘英媚的下场是刺杀姪儿刘子业未遂，反被林木一脚踏其背，令其头部撞柱致死，但史实上新蔡公主刘英媚的下场是不知所终。
- 剧中，刘子业的下场是在华林园射鬼的时候，被发动政变的天机阁乱兵砍死，然而历史上的刘子业是在华林园射鬼的时候被突然闯入的寿寂之所杀。
- 剧中，宗越和沈攸之都是被墨香所杀，然而历史上的宗越是因为作为刘子业的亲信，在子业被杀后害怕明帝刘彧清算，而联同谭金、童太一企图谋反，被沈攸之所告发，最后一同被明帝赐死。而沈攸之则在后来因起兵反抗萧道成专权失败而上吊自杀。
- 剧中，第13集明帝刘彧将陈妙登赐予刘休祐，让其帮他生育儿子，并承诺陈妙登，在孩子出生之后立马上为太子，历史上明帝刘彧，则是将陈妙登赐给了李道儿，在不久后又将她接回，而后陈妙登就有了身孕，不久就生下了刘昱。

## 收视率
| 中国大陆 湖南卫视 首播收视率 |               |                                                  |                                                  |                                                  |                                                  |                                                  |                                                  |                                                  |                                                  |                                                  |                                                                                   |
| 集數                         | 播出日期      | CSM52城市网                                      | CSM52城市网                                      | CSM52城市网                                      | CSM全国网                                        | CSM全国网                                        | CSM全国网                                        | CSM16省网                                        | CSM16省网                                        | CSM16省网                                        | 備註                                                                              |
| 集數                         | 播出日期      | 收視率                                           | 收視份額                                         | 排名                                             | 收視率                                           | 收視份額                                         | 排名                                             | 收視率                                           | 收視份額                                         | 排名                                             | 備註                                                                              |
| 1-2                          | 2018年1月14日 | 0.795                                            | 5.924                                            | 5                                                | 0.48                                             | 4.34                                             | 4                                                | 没有公布                                         | 没有公布                                         | 没有公布                                         |                                                                                   |
| 3-4                          | 2018年1月15日 | 0.656                                            | 5.223                                            | 8                                                | 0.54                                             | 5.18                                             | 5                                                | 没有公布                                         | 没有公布                                         | 没有公布                                         |                                                                                   |
| 不適用                       | 2018年1月16日 | 不適用                                           | 不適用                                           | 不適用                                           | 不適用                                           | 不適用                                           | 不適用                                           | 不適用                                           | 不適用                                           | 不適用                                           | CCTV-8《大話紅娘》完结                                                            |
| 不適用                       | 2018年1月17日 | 不適用                                           | 不適用                                           | 不適用                                           | 不適用                                           | 不適用                                           | 不適用                                           | 不適用                                           | 不適用                                           | 不適用                                           | CCTV-8《熊爸熊孩子》开播                                                          |
| 5-6                          | 2018年1月21日 | 0.776                                            | 5.296                                            | 6                                                | 0.64                                             | 5.21                                             | 6                                                | 没有公布                                         | 没有公布                                         | 没有公布                                         |                                                                                   |
| 7-8                          | 2018年1月22日 | 0.752                                            | 5.524                                            | 7                                                | 0.53                                             | 4.82                                             | 7                                                | 没有公布                                         | 没有公布                                         | 没有公布                                         |                                                                                   |
| 不適用                       | 2018年1月28日 | 由於直播《2017阅文超级IP风云盛典》，本劇暫停播映 | 由於直播《2017阅文超级IP风云盛典》，本劇暫停播映 | 由於直播《2017阅文超级IP风云盛典》，本劇暫停播映 | 由於直播《2017阅文超级IP风云盛典》，本劇暫停播映 | 由於直播《2017阅文超级IP风云盛典》，本劇暫停播映 | 由於直播《2017阅文超级IP风云盛典》，本劇暫停播映 | 由於直播《2017阅文超级IP风云盛典》，本劇暫停播映 | 由於直播《2017阅文超级IP风云盛典》，本劇暫停播映 | 由於直播《2017阅文超级IP风云盛典》，本劇暫停播映 | CCTV-8《熊爸熊孩子》完結，《幸福起航》同日開播                                    |
| 9-10                         | 2018年1月29日 | 0.827                                            | 5.974                                            | 6                                                | 0.62                                             | 5.19                                             | 7                                                | 没有公布                                         | 没有公布                                         | 没有公布                                         |                                                                                   |
| 11-12                        | 2018年2月4日  | 0.668                                            | 4.726                                            | 5                                                | 0.65                                             | 5.31                                             | 6                                                | 0.513                                            | 4.292                                            | 5                                                |                                                                                   |
| 13-14                        | 2018年2月5日  | 0.74                                             | 5.529                                            | 6                                                | 0.73                                             | 6.09                                             | 7                                                | 0.592                                            | 4.916                                            | 5                                                |                                                                                   |
| 15-16                        | 2018年2月11日 | 0.867                                            | 5.345                                            | 3                                                | 0.83                                             | 5.59                                             | 4                                                | 0.751                                            | 5.085                                            | 3                                                |                                                                                   |
| 17-18                        | 2018年2月12日 | 0.891                                            | 5.984                                            | 3                                                | 0.77                                             | 5.54                                             | 5                                                | 0.656                                            | 4.766                                            | 3                                                | CCTV-8《幸福起航》完結，《幸福有配方》同日開播 东方、北京《琅琊榜之风起长林》完結 |
| 19-20                        | 2018年2月18日 | 0.788                                            | 4.974                                            | 2                                                | 0.74                                             | 5.21                                             | 3                                                | 0.671                                            | 4.598                                            | 3                                                |                                                                                   |
| 21-22                        | 2018年2月19日 | 0.714                                            | 4.464                                            | 4                                                | 0.88                                             | 6.19                                             | 4                                                | 0.882                                            | 6.02                                             | 3                                                |                                                                                   |
| 23-24                        | 2018年2月25日 | 0.684                                            | 4.63                                             | 6                                                | 0.71                                             | 5.64                                             | 5                                                | 0.68                                             | 5.369                                            | 3                                                | CCTV-8《幸福有配方》完結，《我的父親我的兵》同日開播                              |
| 25-26                        | 2018年2月26日 | 0.646                                            | 4.464                                            | 4                                                | 0.73                                             | 5.8                                              | 5                                                | 0.59                                             | 4.822                                            | 3                                                |                                                                                   |
| 27-28                        | 2018年3月4日  | 0.602                                            | 4.526                                            | 6                                                | 0.49                                             | 4.62                                             | 6                                                | 0.436                                            | 4.104                                            | 5                                                |                                                                                   |
| 29-30                        | 2018年3月5日  | 0.79                                             | 6.692                                            | 6                                                | 0.5                                              | 5.28                                             | 8                                                | 0.501                                            | 4.975                                            | 5                                                |                                                                                   |
| 31-32                        | 2018年3月11日 | 0.681                                            | 4.89                                             | 6                                                | 0.46                                             | 4.28                                             | 7                                                | 0.415                                            | 3.824                                            | 5                                                | CCTV-8《我的父親我的兵》完結                                                      |
| 33-34                        | 2018年3月12日 | 0.659                                            | 5.868                                            | 7                                                | 0.44                                             | 5.12                                             | 9                                                | 0.41                                             | 4.476                                            | 6                                                | CCTV-8《突击再突击》開播                                                          |
| 35-36                        | 2018年3月18日 | 0.654                                            | 5.038                                            | 6                                                | 0.41                                             | 4.24                                             | 8                                                | 0.35                                             | 3.456                                            | 8                                                |                                                                                   |
| 37-38                        | 2018年3月19日 | 0.7                                              | 5.637                                            | 6                                                | 0.43                                             | 4.43                                             | 10                                               | 0.404                                            | 4.107                                            | 7                                                |                                                                                   |
| 不適用                       | 2018年3月24日 | 不適用                                           | 不適用                                           | 不適用                                           | 不適用                                           | 不適用                                           | 不適用                                           | 不適用                                           | 不適用                                           | 不適用                                           | CCTV-8《突击再突击》完結                                                          |
| 39-40                        | 2018年3月25日 | 0.671                                            | 5.117                                            | 4                                                | 0.45                                             | 4.26                                             | 7                                                | 0.348                                            | 3.236                                            | 7                                                | CCTV-8《刀锋下的替身》開播                                                        |
| 41-42                        | 2018年3月26日 | 0.613                                            | 3.354                                            | 8                                                | 0.38                                             | 4.19                                             | 10                                               | 0.407                                            | 4.214                                            | 8                                                |                                                                                   |
| 43-44                        | 2018年4月1日  | 0.585                                            | 4.755                                            | 6                                                | 0.36                                             | 3.73                                             | 8                                                | 0.368                                            | 3.591                                            | 6                                                | 52城數據缺拉薩                                                                    |
| 45-46                        | 2018年4月2日  | 0.738                                            | 6.483                                            | 3                                                | 0.37                                             | 4.23                                             | 10                                               | 0.314                                            | 3.33                                             | 7                                                |                                                                                   |
| 不適用                       | 2018年4月6日  | 不適用                                           | 不適用                                           | 不適用                                           | 不適用                                           | 不適用                                           | 不適用                                           | 不適用                                           | 不適用                                           | 不適用                                           | CCTV-8《刀锋下的替身》完结                                                        |
| 不適用                       | 2018年4月7日  | 不適用                                           | 不適用                                           | 不適用                                           | 不適用                                           | 不適用                                           | 不適用                                           | 不適用                                           | 不適用                                           | 不適用                                           | CCTV-8《猎豺狼》开播                                                              |
| 47-48                        | 2018年4月8日  | 0.591                                            | 5.042                                            | 7                                                | 0.33                                             | 3.54                                             | 10                                               | 0.259                                            | 2.672                                            | 10                                               |                                                                                   |
| 49-50                        | 2018年4月9日  | 0.734                                            | 6.494                                            | 7                                                | 0.4                                              | 4.34                                             | 8                                                | 0.324                                            | 3.436                                            | 7                                                |                                                                                   |
| 51-52                        | 2018年4月15日 | 0.719                                            | 5.913                                            | 4                                                | 0.33                                             | 3.43                                             | 9                                                | 0.353                                            | 3.417                                            | 6                                                |                                                                                   |
| 53-54                        | 2018年4月16日 | 0.768                                            | 7.174                                            | 5                                                | 0.39                                             | 4.47                                             | 9                                                | 0.404                                            | 4.279                                            | 5                                                |                                                                                   |
| 全劇平均                     | 全劇平均      | 0.716                                            | 5.4                                              | 不適用                                           | 0.54                                             | 4.82                                             | 不適用                                           |                                                  |                                                  | 不適用                                           |                                                                                   |

1. 同时段或交叉时段主要节目：
  - CCTV-8：《大話紅娘》／《熊爸熊孩子》／《幸福起航》／《幸福有配方》／《我的父親我的兵》／《突击再突击》／《刀锋下的替身》／《猎豺狼》
  - 东方、北京：《琅琊榜之风起长林》
2. 数据由广视索福瑞提供，调查范围为四岁以上之观众。
3. 以上收视排名包括央视在内。CSM16省网排名不含央视
4. 收視最低的集數及份額以藍色表示，收視最高的集數集及份額以紅色表示
5. 资料来源：TV未知数、卫视这些事儿、数据狮

## 宣传活动
| 播出时间      | 活动                               | 出席演员 |
| ------------- | ---------------------------------- | -------- |
| 2018年1月26日 | 《天天向上》                       | 宋威龙   |
| 2018年1月26日 | 湖南卫视《2017阅文超级IP风云盛典》 | 宋威龙   |
| 2018年2月10日 | 《快乐大本营》                     | 宋威龙   |